# 117 (число)
Вижте пояснителната страница за други значения на 117.
117 (сто и седемнадесет) е естествено, цяло число, следващо 116 и предхождащо 118.
Сто и седемнадесет с арабски цифри се записва „117“, а с римски цифри – „CXVII“. Числото 117 е съставено от три цифри от позиционните бройни системи – 1 (едно), 7 (седем).

## Общи сведения
- 117 е нечетно число.
- 117 е атомният номер на елемента унунсептий.
- 117-ият ден от годината е 27 април.
- 117 е година от Новата ера.